# Campeonato Argentino Select 12 2022
El Campeonato Argentino Select 12 de 2022 fue la undécima edición del torneo organizado por la Unión Argentina de Rugby para las uniones regionales en la tercera división (Zona Desarrollo) del Campeonato Argentino Juvenil. El torneo se llevó a cabo el 28 y 30 de octubre, en las instalaciones de Carlos Paz Rugby Club de Villa Carlos Paz, en la Provincia de Córdoba.
Este fue el primer torneo desde la temporada 2019 donde hubo ascensos, tras haber sido suspendidos por la pandemia de COVID-19 en 2020. Se otorgó una plaza al Campeonato Argentino Juvenil 2023 al ganador de la Copa de Oro de este torneo, mientras que el último clasificado en la Zona Ascenso del Campeonato Argentino Juvenil 2022 descendería al Select 12 de 2023.
La Unión de Rugby del Alto Valle de Río Negro y Neuquén se quedó con su primer título de Select 12 al vencer 20-0 en la final de la Copa de Oro al seleccionado invitado de Chile. Las Copas de Plata y Bronce fueron ganadas por los seleccionados de Lagos del Sur y Tierra del Fuego, respectivamente.

## Equipos participantes
Disputaron este torneo doce equipos, correspondientes a la tercera división del Campeonato Argentino Juvenil M17 2022.
| Equipo           | Unión                                                |
| ---------------- | ---------------------------------------------------- |
| Alto Valle       | Unión de Rugby del Alto Valle de Río Negro y Neuquén |
| Austral          | Unión de Rugby Austral                               |
| Chile            | Federación Deportiva Nacional de Rugby               |
| Formosa          | Unión de Rugby de Formosa                            |
| Jujuy            | Unión Jujeña de Rugby                                |
| Lagos del Sur    | Unión de Rugby de los Lagos del Sur                  |
| Misiones         | Unión de Rugby de Misiones                           |
| Paraguay         | Unión de Rugby del Paraguay                          |
| San Luis         | Unión de Rugby San Luis                              |
| Santa Cruz       | Unión Santacruceña de Rugby                          |
| Sur              | Unión de Rugby del Sur                               |
| Tierra del Fuego | Unión de Rugby de Tierra del Fuego                   |

En cursiva los seleccionados internacionales invitados.

## Formato
Primera fase
Durante la primera fase, los doce equipos fueron divididos en cuatro zonas de tres equipos cada una. Cada zona se resolvió a través del sistema de todos contra todos a una sola ronda. Los 1.º de cada zona clasificaron a la Copa de Oro, los 2.º a la Copa de Plata y los 3.º a la Copa de Bronce.
Fase final
La fase final estuvo divida en tres zonas: Copa de Oro, Copa de Plata y Copa de Bronce. Cada zona se resolvió a eliminación directa en dos rondas (semifinales y finales). El ganador de cada zona se adjudicó su respectiva copa, con el campeón de la Copa de Oro obteniendo el título y la clasificación a la Zona Ascenso del Campeonato Argentino Juvenil de la siguiente temporada.

## Primera fase

### Zona 1
| Pos. | Equipos  | Partidos | Partidos | Partidos | Tantos | Tantos | Tantos | Pts. |
| Pos. | Equipos  | G        | E        | P        | PF     | PC     | DP     | Pts. |
| ---- | -------- | -------- | -------- | -------- | ------ | ------ | ------ | ---- |
| 1.°  | Sur      | 2        | 0        | 0        | 77     | 14     | +63    | 10   |
| 2.°  | Misiones | 1        | 0        | 1        | 29     | 47     | -18    | 5    |
| 3.°  | Formosa  | 0        | 0        | 2        | 21     | 66     | -45    | 0    |

|  | Clasifica a Copa de Oro    |
|  | Clasifica a Copa de Plata  |
|  | Clasifica a Copa de Bronce |

| 28 de octubre | Sur | 33 - 7  | Misiones | Carlos Paz Rugby Club, Villa Carlos Paz |  |
|               |     | Reporte |          |                                         |  |

| 28 de octubre | Formosa | 14 - 22 | Misiones | Carlos Paz Rugby Club, Villa Carlos Paz |  |
|               |         | Reporte |          |                                         |  |

| 28 de octubre | Sur | 44 - 7  | Formosa | Carlos Paz Rugby Club, Villa Carlos Paz |  |
|               |     | Reporte |         |                                         |  |

### Zona 2
| Pos. | Equipos  | Partidos | Partidos | Partidos | Tantos | Tantos | Tantos | Pts. |
| Pos. | Equipos  | G        | E        | P        | PF     | PC     | DP     | Pts. |
| ---- | -------- | -------- | -------- | -------- | ------ | ------ | ------ | ---- |
| 1.°  | Chile    | 2        | 0        | 0        | 80     | 7      | +73    | 9    |
| 2.°  | San Luis | 1        | 0        | 1        | 24     | 21     | +3     | 4    |
| 3.°  | Jujuy    | 0        | 0        | 2        | 0      | 76     | -76    | 0    |

|  | Clasifica a Copa de Oro    |
|  | Clasifica a Copa de Plata  |
|  | Clasifica a Copa de Bronce |

| 28 de octubre | Chile | 59 - 0  | Jujuy | Carlos Paz Rugby Club, Villa Carlos Paz |  |
|               |       | Reporte |       |                                         |  |

| 28 de octubre | San Luis | 17 - 0  | Jujuy | Carlos Paz Rugby Club, Villa Carlos Paz |  |
|               |          | Reporte |       |                                         |  |

| 28 de octubre | Chile | 21 - 7  | San Luis | Carlos Paz Rugby Club, Villa Carlos Paz |  |
|               |       | Reporte |          |                                         |  |

### Zona 3
| Pos. | Equipos          | Partidos | Partidos | Partidos | Tantos | Tantos | Tantos | Pts. |
| Pos. | Equipos          | G        | E        | P        | PF     | PC     | DP     | Pts. |
| ---- | ---------------- | -------- | -------- | -------- | ------ | ------ | ------ | ---- |
| 1.°  | Austral          | 2        | 0        | 0        | 42     | 10     | +32    | 10   |
| 2.°  | Lagos del Sur    | 1        | 0        | 1        | 34     | 35     | -1     | 5    |
| 3.°  | Tierra del Fuego | 0        | 0        | 2        | 13     | 44     | -31    | 0    |

|  | Clasifica a Copa de Oro    |
|  | Clasifica a Copa de Plata  |
|  | Clasifica a Copa de Bronce |

| 28 de octubre | Austral | 20 - 0  | Tierra del Fuego | Carlos Paz Rugby Club, Villa Carlos Paz |  |
|               |         | Reporte |                  |                                         |  |

| 28 de octubre | Lagos del Sur | 24 - 13 | Tierra del Fuego | Carlos Paz Rugby Club, Villa Carlos Paz |  |
|               |               | Reporte |                  |                                         |  |

| 28 de octubre | Austral | 22 - 10 | Lagos del Sur | Carlos Paz Rugby Club, Villa Carlos Paz |  |
|               |         | Reporte |               |                                         |  |

### Zona 4
| Pos. | Equipos    | Partidos | Partidos | Partidos | Tantos | Tantos | Tantos | Pts. |
| Pos. | Equipos    | G        | E        | P        | PF     | PC     | DP     | Pts. |
| ---- | ---------- | -------- | -------- | -------- | ------ | ------ | ------ | ---- |
| 1.°  | Alto Valle | 2        | 0        | 0        | 123    | 3      | +120   | 10   |
| 2.°  | Paraguay   | 1        | 0        | 1        | 58     | 40     | +18    | 5    |
| 3.°  | Santa Cruz | 0        | 0        | 2        | 0      | 138    | -138   | 0    |

|  | Clasifica a Copa de Oro    |
|  | Clasifica a Copa de Plata  |
|  | Clasifica a Copa de Bronce |

| 28 de octubre | Alto Valle | 83 - 0  | Santa Cruz | Carlos Paz Rugby Club, Villa Carlos Paz |  |
|               |            | Reporte |            |                                         |  |

| 28 de octubre | Paraguay | 55 - 0  | Santa Cruz | Carlos Paz Rugby Club, Villa Carlos Paz |  |
|               |          | Reporte |            |                                         |  |

| 28 de octubre | Alto Valle | 40 - 3  | Paraguay | Carlos Paz Rugby Club, Villa Carlos Paz |  |
|               |            | Reporte |          |                                         |  |

## Fase final

### Copa de Oro
|  | Semifinales Oro | Semifinales Oro | Semifinales Oro |       |            | Final Oro        | Final Oro        | Final Oro        |  |
|  |                 |                 |                 |       |            |                  |                  |                  |  |
|  |                 |                 |                 |       |            |                  |                  |                  |  |
|  | Sur             | Sur             | 3               |       |            |                  |                  |                  |  |
|  | Sur             | Sur             | 3               |       |            |                  |                  |                  |  |
|  | Alto Valle      | Alto Valle      | 10              |       |            |                  |                  |                  |  |
|  | Alto Valle      | Alto Valle      | 10              |       | Alto Valle | Alto Valle       | 20               |                  |  |
|  |                 |                 |                 |       | Alto Valle | Alto Valle       | 20               |                  |  |
|  |                 |                 | Chile           | Chile | 0          |                  |                  |                  |  |
|  | Chile           | Chile           | Chile           | Chile | 0          | 25               |                  |                  |  |
|  | Chile           | Chile           |                 |       |            | 25               |                  |                  |  |
|  | Austral         | Austral         | 7               |       |            | Final 3.° puesto | Final 3.° puesto | Final 3.° puesto |  |
|  | Austral         | Austral         | 7               |       |            | Final 3.° puesto | Final 3.° puesto | Final 3.° puesto |  |
|  |                 |                 |                 |       |            |                  |                  |                  |  |
|  |                 |                 |                 |       |            | Sur              | Sur              | 31               |  |
|  |                 |                 |                 |       |            | Sur              | Sur              | 31               |  |
|  |                 |                 |                 |       |            | Austral          | Austral          | 5                |  |
|  |                 |                 |                 |       |            | Austral          | Austral          | 5                |  |
|  |                 |                 |                 |       |            |                  |                  |                  |  |

### Copa de Plata
|  | Semifinales Plata | Semifinales Plata | Semifinales Plata |               |          | Final Plata      | Final Plata      | Final Plata      |  |
|  |                   |                   |                   |               |          |                  |                  |                  |  |
|  |                   |                   |                   |               |          |                  |                  |                  |  |
|  | Misiones          | Misiones          | 0                 |               |          |                  |                  |                  |  |
|  | Misiones          | Misiones          | 0                 |               |          |                  |                  |                  |  |
|  | Paraguay          | Paraguay          | 10                |               |          |                  |                  |                  |  |
|  | Paraguay          | Paraguay          | 10                |               | Paraguay | Paraguay         | 15               |                  |  |
|  |                   |                   |                   |               | Paraguay | Paraguay         | 15               |                  |  |
|  |                   |                   | Lagos del Sur     | Lagos del Sur | 17       |                  |                  |                  |  |
|  | San Luis          | San Luis          | Lagos del Sur     | Lagos del Sur | 17       | 0                |                  |                  |  |
|  | San Luis          | San Luis          |                   |               |          | 0                |                  |                  |  |
|  | Lagos del Sur     | Lagos del Sur     | 31                |               |          | Final 7.° puesto | Final 7.° puesto | Final 7.° puesto |  |
|  | Lagos del Sur     | Lagos del Sur     | 31                |               |          | Final 7.° puesto | Final 7.° puesto | Final 7.° puesto |  |
|  |                   |                   |                   |               |          |                  |                  |                  |  |
|  |                   |                   |                   |               |          | Misiones         | Misiones         | 0                |  |
|  |                   |                   |                   |               |          | Misiones         | Misiones         | 0                |  |
|  |                   |                   |                   |               |          | San Luis         | San Luis         | 5                |  |
|  |                   |                   |                   |               |          | San Luis         | San Luis         | 5                |  |
|  |                   |                   |                   |               |          |                  |                  |                  |  |

### Copa de Bronce
|  | Semifinales Bronce | Semifinales Bronce | Semifinales Bronce |                  |         | Final Bronce      | Final Bronce      | Final Bronce      |  |
|  |                    |                    |                    |                  |         |                   |                   |                   |  |
|  |                    |                    |                    |                  |         |                   |                   |                   |  |
|  | Formosa            | Formosa            | 31                 |                  |         |                   |                   |                   |  |
|  | Formosa            | Formosa            | 31                 |                  |         |                   |                   |                   |  |
|  | Santa Cruz         | Santa Cruz         | 7                  |                  |         |                   |                   |                   |  |
|  | Santa Cruz         | Santa Cruz         | 7                  |                  | Formosa | Formosa           | 0                 |                   |  |
|  |                    |                    |                    |                  | Formosa | Formosa           | 0                 |                   |  |
|  |                    |                    | Tierra del Fuego   | Tierra del Fuego | 24      |                   |                   |                   |  |
|  | Jujuy              | Jujuy              | Tierra del Fuego   | Tierra del Fuego | 24      | 5                 |                   |                   |  |
|  | Jujuy              | Jujuy              |                    |                  |         | 5                 |                   |                   |  |
|  | Tierra del Fuego   | Tierra del Fuego   | 26                 |                  |         | Final 11.° puesto | Final 11.° puesto | Final 11.° puesto |  |
|  | Tierra del Fuego   | Tierra del Fuego   | 26                 |                  |         | Final 11.° puesto | Final 11.° puesto | Final 11.° puesto |  |
|  |                    |                    |                    |                  |         |                   |                   |                   |  |
|  |                    |                    |                    |                  |         | Santa Cruz        | Santa Cruz        | 7                 |  |
|  |                    |                    |                    |                  |         | Santa Cruz        | Santa Cruz        | 7                 |  |
|  |                    |                    |                    |                  |         | Jujuy             | Jujuy             | 27                |  |
|  |                    |                    |                    |                  |         | Jujuy             | Jujuy             | 27                |  |
|  |                    |                    |                    |                  |         |                   |                   |                   |  |

## Tabla de posiciones
Tabla de posiciones final al concluir el torneo:
| 1.°  | Alto Valle       | 4 | 0 | 0 | 153 | 6   | +147 |
| 2.°  | Chile            | 3 | 0 | 1 | 105 | 34  | +69  |
| 3.°  | Sur              | 3 | 0 | 1 | 111 | 29  | +82  |
| 4.°  | Austral          | 2 | 0 | 2 | 54  | 66  | -12  |
| 5.°  | Lagos del Sur    | 3 | 0 | 1 | 82  | 50  | +32  |
| 6.°  | Paraguay         | 2 | 0 | 2 | 83  | 57  | +26  |
| 7.°  | San Luis         | 2 | 0 | 2 | 29  | 52  | -23  |
| 8.°  | Misiones         | 1 | 0 | 3 | 29  | 62  | -33  |
| 9.°  | Tierra del Fuego | 2 | 0 | 2 | 63  | 49  | +14  |
| 10.° | Formosa          | 1 | 0 | 3 | 52  | 97  | -45  |
| 11.° | Jujuy            | 1 | 0 | 3 | 32  | 109 | -77  |
| 12.° | Santa Cruz       | 0 | 0 | 4 | 14  | 196 | -182 |

|  | Campeón Copa de Oro y asciende a Zona Ascenso 2023. |
|  | Campeón Copa de Plata.                              |
|  | Campeón Copa de Bronce.                             |

|                              |
| Alto Valle Campeón Select 12 |
| Primer título                |